# Eremogone stenomeres
Eremogone stenomeres là loài thực vật có hoa thuộc họ Cẩm chướng. Loài này được (Eastw.) Ikonn. mô tả khoa học đầu tiên năm 1974.